# Stefania Mosca
Stefania Mosca   (1957 - 2009) va ser una escriptora veneçolana. La seva obra va abordar l'assaig, la crònica, el conte i la novel·la.

## Biografia
Es va graduar en Lletres a la Universitat Central de Veneçuela i va fer estudis de postgrau becada a la Fundació d'Estudis Internacionals Ortega y Gasset, a l'Institut de Cooperació Iberoamericana, a Toledo, amb Fernando Rodríguez Lafuente i Joaquín Rubio. Va cursar el mestratge en Literatura Llatinoamericana a la Universitat Simón Bolívar.
Entre els seus llibres es troben La memoria y el olvido (1986), Seres cotidianos (1990), Banales (1993), Mi pequeño mundo (1996), Cuadernillo Nro. 69 (2001), Maternidad (2004), i El Circo de Ferdinand (2006).
Stefania era afí al projecte polític d'Hugo Chávez i va treballar en diverses institucions de l'Estat veneçolà. Va ser assistent de producció editorial de Monte Ávila Editores i de l'Acadèmia Nacional de la Història, directora de Desenvolupament de Col·leccions de la Biblioteca Nacional, assessora d'edicions de la Fundació Esta Tierra de Gracia, representant de l'àrea de narrativa a la Casa de Bello, presidenta de la Fundació Biblioteca Ayacucho, i Ministra Consellera de la Missió Permanent de Veneçuela davant l'Organització dels Estats Americans..
També va exercir la docència, el 1993, quan formava part del Departament d'Humanitats de la Universitat Metropolitana, de Caracas.
En 2008 va ser l'autora homenatjada a la Fira Internacional del Llibre de Veneçuela.
Des dels seus anys d'estudiant va ser col·laboradora d'alguns diaris veneçolans. Va publicar textos a El Espectador de Colombia, La Jornada i El Universal de México, i en les revistes Quimera, INTI i Gatopardo.
En els seus últims anys, va col·laborar freqüentment en mitjans finançats pel govern d'Hugo Chávez, en els quals va manifestar el seu suport a el projecte chavista en temes com la no renovació de la concessió sobre l'espectre radioelèctric de canal RCTV per donar suport a un cop d'Estat, el referèndum sobre la reforma constitucional de 2007, i el referèndum que modificava les constitució per permetre la reelecció contínua dels càrrecs d'elecció popular el 2009.
Va morir el dimarts 24 de març de 2009, víctima de càncer.
El 2010 l'Alcaldia de Caracas a través de la Fundació per a la Cultura i les Arts (Fundarte) obre la convocatòria per al Premi Nacional de Literatura Stefania Mosca,

## Obres publicades
- Jorge Luis Borges: utopía y realidad (1984)
- La memoria y el olvido (1986)
- Seres cotidianos (1990)
- La última cena (1991)
- Banales (1993)
- Mi pequeño mundo (1996)
- Cuadernillo Nro. 69 (2001)
- Maternidad (2004)
- El suplicio de los tiempos
- El Circo de Ferdinand (2006)